# Indata Cities
Indata Cities SA – integrator IT, specjalizująca się w kompleksowych rozwiązaniach informatycznych dla przedsiębiorstw produkcyjnych (produkcja dyskretna i ciągła), energetyki, gazownictwa, przedsiębiorstw wodociągowych i ciepłowniczych. Obszarem działania firmy była Polska oraz kraje Europy środkowo-wschodniej. Ogromną wartością integratora IT był zespół ekspertów posiadających wiedzę i doświadczenie zdobyte przez lata pracy w wielu złożonych projektach informatycznych. Do czerwca 2017 firma działała pod nazwą Proximus.
Głównym obszarem działalności firm były usługi konsultingowe, budowa oraz modernizacja dużych systemów informatycznych, zarządzanie projektami, zarządzanie zakupem energii, zarządzanie środowiskiem IT, wdrożenia rozwiązań opartych na najnowocześniejszych technologiach, systemy GIS i paszportyzacja, rozwiązania do zabezpieczania danych, audyty, centrum serwisowe, serwis infrastruktury systemowej i sprzętowej, narzędzia wspierające zarządzanie przedsiębiorstwem.
Według Raportu TOP 200 za 2012 rok, opublikowanego w czerwcu 2013 r., integrator Proximus zajął 4 miejsce wśród firm osiągających największe przychody z obsługi sektora utilities
- 12 miejsce wśród firm informatycznych o największym wzroście przychodów na latach 2008-2009

Indata SA współpracowała z takimi liderami rynku IT jak BPSC, Cisco, Citrix Systems, Consorg, Transition Technologies, HP, Globema, IBM, Microsoft, Oracle, SAP, Sun Microsystems, Sybase, Symantec, Xerox.
Od czerwca 2017 Proximus SA działała w spółce Indata Cities SA oraz Indata Utilities SA. W Indata Utilities SA konsolidowane były wszystkie kompetencje oraz zasoby dla sektora utilities. Spółka INDATA Cities S.A. koncentrowała się na obsłudze sektora samorządowego.
W marcu 2018 roku zarząd spółki złożył w sądzie wniosek o upadłość, zarówno Indata Cities jak i Indata S.A., a w czerwcu, jeszcze w trakcie rozpatrywania wniosku o upadłość, dodatkowy wniosek o restrukturyzację. 18 czerwca wniosek o upadłość został odrzucony. W sierpniu sąd wszczął postępowanie układowe. Spółka Indata S.A. ogłosiła stan upadłości 23 sierpnia tego samego roku.